# Ёсино, Тоёко
Тоёко Ёсино (яп. 吉野トヨ子; 12 февраля 1920 или 23 апреля 1920, Абасири, Хоккайдо — 24 января 2015, Кавагути, Сайтама) — японская легкоатлетка, специализировавшаяся на нескольких дисциплинах. Выступала за сборную Японии по лёгкой атлетике в 1950-х годах, пятикратная победительница Азиатских игр, многократная чемпионка страны, участница двух летних Олимпийских игр.

## Биография
Тоёко Ёсино родилась 12 феврала 1920 года городе Абасири префектуры Хоккайдо, Япония.
В молодости ещё до начала Второй мировой войны уже показывала достаточно высокие результаты в спринтерском беге и прыжках в длину, в том числе несколько раз становилась чемпионкой Японии.
После войны возобновила спортивную карьеру и, попав в основной состав японской национальной сборной, стала выступать на крупнейших международных стартах. Так, в 1951 году она побывала на впервые проводившихся Азиатских играх в Дели, откуда привезла три награды золотого достоинства: была лучшей в толкании ядра, а также в метании диска и копья.
Благодаря череде удачных выступлений удостоилась права защищать честь страны на летних Олимпийских играх 1952 года в Хельсинки, где в метании диска заняла итоговое четвёртое место.
В 1954 году на Азиатских играх в Маниле дважды поднималась на верхнюю ступень пьедестала почёта, превзойдя всех соперниц в толкании ядра и метании диска.
В 1956 году представляла Японию на Олимпийских играх в Мельбурне — на сей раз в метании диска в финал не вышла.
В течение своей спортивной карьеры (1937—1956) Ёсино в общей сложности 22 раза выигрывала чемпионат Японии в различных легкоатлетических дисциплинах: беге на 100 метров, эстафете 4 × 100 метров, прыжках в длину, толкании ядра, метании диска, пятиборье.
По завершении спортивной карьеры работала учителем в старшей школе, входила в Совет образования префектуры Сайтама. На пенсии продолжала участвовать в мастерских турнирах, установила несколько ветеранских рекордов в метании диска в различных возрастных категориях.
Умерла 24 января 2015 года в городе Кавагути в возрасте 94 лет.
Долгое время Ёсино путали с другой японской метательницей диска Ко Накамурой, которая родилась в том же году на Хоккайдо и выступала на Олимпийских играх 1936 года в Берлине. Этих спортсменок принимали за одного человека, но в последнее время по фотографиям было установлено, что это разные люди.